# Premna sumatrana
Premna sumatrana là một loài thực vật có hoa trong họ Hoa môi. Loài này được Ridl. miêu tả khoa học đầu tiên năm 1926.